# Заир
Заир, официално Република Заир (на френски: République du Zaïre) е името на Демократична република Конго от 27 октомври 1971 до 17 май 1997 г.

## История
На 27 октомври 1971 г. държавата получава новото си име – Република Заир. Католическата църква вижда „автентичност“ заплаха, тъй като християнството идва в Конго със западните мисионери. Свещениците се противопоставят на изкореняването на европейските имена, но под натиск от властите са принудени да ги изоставят. Заирският кардинал Жозеф Малула е осъден като „ренегат“ и е изгонен от правителствена резиденция, а през февруари 1972 г. е принуден да напусне страната за три месеца. В края на същата година всички религиозни телевизионни и радиопрограми са забранени, а младежките църковни движения – разпуснати в полза на партията. Преди това на конгрес е обявено, че партийните клетки ще бъдат трансформирани във военни части, въпреки че преди това въоръжените сили остават извън политиката. За да се избегнат етнически конфликти във въоръжените сили, представителите на една националност имат квота от 25 процента на единица. През 1974 г. „мобутизмът“ се превръща в официалната идеология, съчетавайки идеите на Заирския национализъм, „автентичността“ и прагматизма. Сега акцентът е върху изучаването на възгледите на държавния глава, който „се сля с хората заедно“. Същата година е основан партиен институт. Идеите за мобутизма са залегнали в новата конституция, приета през 1974 г. Тя провъзгласява единството на партията и президента, упълномощава го да назначава членове на Политбюро на Народното движение на революцията, правителството, парламента, задължава гражданите да „подкрепят революцията“ и гарантира основните им права. Според новия основен закон всички жители на Заир са членове на Народното движение на революцията. Въпреки факта, че конституцията ограничава правилото на президента до два петгодишни мандата, донякъде намалява правомощията му и предвижда възможността за импийчмънт на политическото бюро, Мобуту лично застава извън тези норми. През същата година църковните училища са национализирани за 18 месеца, Коледа е отменена като официален празник, а демонстрацията на религиозни артефакти в църквите е строго ограничена.

## Икономика
Заир е богат на мед по време на управлението на Мобуту става зависим от световните цени за него. През 1967 – 1974 г. цената на този минерал е висока: през 1965 – 1974 г. доходите на страната от продажбата му нарастват шест пъти, а производството се увеличава с 50 процента. По съвет на МВФ и Световната банка властите на страната инвестират там частично привлечен капитал. През 1973 г. правителството провъзгласява началото на „заиризация“ – отчуждаването на фирми, притежавани от чужденци, през 1974 г. тя се разпространява във всички етапи на производство и продажба на готова продукция. По време на национализацията много малки и средни предприятия, които преди са били под контрола на чуждестранните инвеститори, преминават в ръцете на президентския антураж и спомагат за обогатяването му.

## Външна политика
През 1969 – 1975 г. президентът на ДРК пътува много през целия континент и извън него, като се стреми да привлече чуждестранни инвеститори и предлага услугите си като посредник при разрешаване на конфликти между африканските държави. Мобуту е установил близки лични отношения с лидерите на Руанда, Бурунди, Танзания, Замбия и Уганда. Контактите с Народна република Конго остават напрегнати поради конфликт на интереси в Ангола. През 1973 г. Заир се насочва към ислямския свят и разкъсва отношенията с Израел. Въпреки че не е възможно да се постигне съгласие за отстъпка на петрола при серия обиколки в Близкия изток, в крайна сметка отношенията оказват положителен резултат: по време на конфликта в Шаба, Мароко, Египет, Саудитска Арабия и Судан подкрепят режима, а през 1977 г. Либия спонсорира втората фаза на строителството на предприятия от добивната промишленост.